# Kenny Perry
James Kenneth „Kenny“ Perry (* 10. August 1960 in Elizabethtown, Kentucky) ist ein US-amerikanischer Berufsgolfer, der hauptsächlich auf der Champions Tour spielt.

## Werdegang
Nach dem Besuch der Western Kentucky University wurde er im Jahre 1982 Berufsgolfer. Für die PGA TOUR qualifizierte sich Perry 1987, und nach anfänglichen Schwierigkeiten gewann er 1991 sein erstes Turnier, das prestigeträchtige Memorial Tournament. Es folgten weitere Siege Mitte der 1990er Jahre, einer im Jahr 2001 und 2003 – mittlerweile 43-jährig – hatte er seine beste Saison mit drei Titelgewinnen. Perry stieß kurzzeitig unter die Top 10 der Golfweltrangliste vor, und nach zwei Siegen im Jahr 2005 überschritt Perry 2006 ein Karrierepreisgeld von 20 Mio. $. Im Juni 2009 überschritt er die Marke von 30 Mio. $.
Seit 2011 spielt er überwiegend auf der Champions Tour für Berufsgolfer über 50 Jahre und gewann 2013 den Charles Schwab Cup, die Punktewertung (entsprechend dem FedEx Cup der PGA Tour) jener Turnierserie.
Er spielte viermal im US-Team beim Presidents Cup und zweimal im Ryder Cup.
Kenny Perry ist mit seiner Frau Sandy verheiratet, hat drei Kinder und ist Diakon der Gemeinden Christi in seinem Heimatort Franklin, Kentucky.

## PGA TOUR Siege
- 1991 (1) Memorial Tournament
- 1994 (1) New England Classic
- 1995 (1) Bob Hope Chrysler Classic
- 2001 (1) Buick Open
- 2003 (3) Bank of America Colonial, Memorial Tournament, Greater Milwaukee Open
- 2005 (2) Bay Hill Invitational, Bank of America Colonial
- 2008 (3) Memorial Tournament, Buick Open, John Deere Classic
- 2009 (2) FBR Open, Travelers Championship

## Ergebnisse bei Major Championships
| Turnier               | 1988 | 1989 | 1990 | 1991 | 1992 | 1993 | 1994 | 1995 | 1996 | 1997 | 1998 | 1999 | 2000 | 2001 | 2002 |
| --------------------- | ---- | ---- | ---- | ---- | ---- | ---- | ---- | ---- | ---- | ---- | ---- | ---- | ---- | ---- | ---- |
| The Masters           | DNP  | DNP  | DNP  | DNP  | CUT  | DNP  | DNP  | T12  | CUT  | CUT  | DNP  | DNP  | DNP  | DNP  | CUT  |
| U.S. Open             | T54  | DNP  | DNP  | DNP  | DNP  | T25  | DNP  | CUT  | T50  | CUT  | DNP  | DNP  | DNP  | DNP  | T45  |
| The Open Championship | DNP  | DNP  | DNP  | CUT  | DNP  | DNP  | DNP  | DNP  | DNP  | DNP  | DNP  | DNP  | DNP  | DNP  | DNP  |
| PGA Championship      | DNP  | T51  | T49  | 77   | DNP  | DNP  | T55  | T49  | 2    | T23  | T10  | T34  | T30  | T44  | T29  |

| Turnier               | 2003 | 2004 | 2005 | 2006 | 2007 | 2008 | 2009 | 2010 | 2011 | 2012 | 2013 | 2014 |
| --------------------- | ---- | ---- | ---- | ---- | ---- | ---- | ---- | ---- | ---- | ---- | ---- | ---- |
| The Masters           | T39  | CUT  | T29  | DNP  | DNP  | DNP  | T2   | T27  | DNP  | DNP  | DNP  | DNP  |
| U.S. Open             | T3   | CUT  | T23  | 58   | DNP  | DNP  | 44   | T33  | DNP  | DNP  | DNP  | T28  |
| The Open Championship | T8   | T16  | T11  | CUT  | DNP  | DNP  | T52  | CUT  | DNP  | DNP  | DNP  | DNP  |
| PGA Championship      | T10  | CUT  | T23  | T49  | T23  | WD   | T43  | CUT  | DNP  | DNP  | DNP  | T27  |

WD = aufgegeben

DNP = nicht teilgenommen

CUT = Cut nicht geschafft

„T“ geteilte Platzierung

Grüner Hintergrund für Sieg 

Gelber Hintergrund für Top 10

## Champions Tour Siege
- 2011 SAS Championship
- 2012 ACE Group Classic
- 2013 Constellation Senior Players Championship, U.S. Senior Open, AT&T Championship
- 2014 Regions Tradition, 3M Championship

Senior Majors sind fett gedruckt.

## Andere Turniersiege
- 2005 Franklin Templeton Shootout (USA, inoffizielles Event) (mit John Huston)
- 2008 Merrill Lynch Shootout (mit Scott Hoch)
- 2012 Franklin Templeton Shootout (mit Sean O’Hair)

## Teilnahmen an Teambewerben
- Presidents Cup: 1996 (Sieger), 2003 (remis), 2005 (Sieger), 2009 (Sieger)
- Ryder Cup: 2004, 2008 (Sieger)